# Federica Tommasi (nuotatrice)
Federica Tommasi (Roma, 5 giugno 1987) è una sincronetta italiana.
Agli Europei 2006 di Budapest ha vinto una medaglia di bronzo nella prova a squadre e nel combinato.
Agli Europei 2008 di Eindhoven ha vinto una medaglia d'argento nella prova a squadre e nel combinato.